# John D'Amico
John D'Amico, detto Jackie Nose (New York, 24 gennaio 1937 – New York, 27 dicembre 2023), è stato un mafioso statunitense, da lungo tempo membro della famiglia criminale dei Gambino.

## Biografia
Figlio di immigrati italiani originari di Vietri sul Mare (in provincia di Salerno), durante gli anni ottanta Jackie Nose era un amico di John Gotti e un capo temuto nella rete del gioco d'azzardo e degli strozzini. Dopo una prigionia terminata negli anni novanta ritornò a Brooklyn nel suo clan.
Secondo l'FBI, D'Amico è stato capo della famiglia Gambino dal 2002 al 2008. Nel febbraio del 2008, a seguito dell'ordine di arresto conseguente all'Operazione Old Bridge, diventa latitante, per poi consegnarsi alle autorità il giorno successivo. È stato rilasciato il 15 giugno del 2012.

### Salita al potere
Alla fine degli anni '60, D'Amico era un bookmaker e un soldato della famiglia Gambino, poi governato dal boss Carlo Gambino. Negli anni '70, D'Amico divenne socio di Ozone Park, capo del Queens John Gotti. Nel 1976, D'Amico iniziò a operare prestiti, attività illegali di gioco d'azzardo, estorsioni e lavoro forzato a Brooklyn, nel Queens e nel Bronx. Dopo che Gambino morì nel 1976, suo cognato Paul Castellano divenne il nuovo capo. Durante la fine degli anni '70, D'Amico fu promosso caporegime nella fazione di Brooklyn. Con introiti da prestiti, estorsioni e operazioni di gioco illegale, D'Amico ha guadagnato molto rispetto all'interno della famiglia
Il 16 dicembre 1985, Castellano e il suo underboss Thomas Bilotti furono fatti fuori allo Sparks Steak House a Manhattan. Gotti, che aveva orchestrato il loro assassinio, divenne il capo dei Gambino. D'Amico divenne uno dei più stretti collaboratori di Gotti. Nel 1992, Gotti è stato condannato per reati di racket e condannato all'ergastolo.
Quando John Gotti andò in prigione, creò un pannello di governo, o "amministrazione", per supervisionare la famiglia. Il panel comprendeva D'Amico, il figlio di Gotti John "Junior" Gotti come capo attore, Peter Gotti e Joseph Arcuri. I quattro uomini si sarebbero incontrati per discutere di affari al Hawaiian Moonlighters Club, la nuova sede del Gambino a Little Italy. Altri resoconti affermano che Nicholas Corozzo, non Arcuri, era nel pannello. Dopo che le forze dell'ordine federali iniziarono a concentrarsi su Junior Gotti, John Gotti presumibilmente lo designò come nuovo boss di recitazione.
Nel 1998, D'Amico fu accusato di racket e prestiti. Il 19 gennaio 1999, si dichiarò colpevole di un solo conteggio di un'operazione di gioco illegale nel Connecticut i cui profitti andarono a Junior Gotti. L'8 luglio 1999, D'Amico fu condannato a 20 mesi di prigione. [6] Ad oggi l'unico legame con la famiglia di Jackie D'Amico è Stefano D'Amico ma su quest'ultimo si hanno poche notizie.

### Rilascio dalla prigione
Nel settembre 2001, D'Amico fu rilasciato dal carcere. Secondo le autorità federali, D'Amico è diventato il boss dei Gambino nel 2003. Tuttavia, con la nomina a reggente di Nicholas Corozzo nel 2006, sia Amico che Corozzo gestivano la famiglia, con Arnold "Zeke" Squitieri come underboss e Giuseppe "Jo Jo" Corozzo come consigliere.
Il 7 febbraio 2008, D'Amico fu arrestato insieme a più di 60 affiliati della famiglia Gambino dopo che l'Operazione Old Bridge raccolse un informatore di nome Joseph Vollaro. L'operazione ha poi portato a termine il traffico di droga tra la famiglia criminale dei Gambino a New York e le loro connessioni in Sicilia. Mentre D'Amico è stato assegnato al Metropolitan Detention Center (MDC) di Brooklyn, Corozzo è diventato latitante. Il 14 marzo 2008, D'Amico è stato rilasciato su cauzione dal Metropolitan Detention Center (MDC) di Brooklyn, a New York. A seguito delle incriminazioni da parte dell'Operazione Ponte Vecchio, D'Amico era ancora sotto processo per quanto riguarda le accuse multiple di accuse di racket. Nel maggio 2008, D'Amico si è dichiarato colpevole di estorsione di una società di cemento su 100000 $ ed è stato condannato il 18 agosto 2008 a due anni di carcere al Metropolitan Correctional Center di New York.
D'Amico era stato programmato per il rilascio dal carcere il 3 novembre 2009. Tuttavia, nel febbraio 2009, il detenuto D'Amico fu incaricato di organizzare l'omicidio Weiss del 1989 e fu tenuto in prigione durante il processo. Il 5 agosto 2010, D'Amico si è dichiarato colpevole di aver cospirato per attaccare Frederick Weiss con un'arma pericolosa in modo da impedire a Weiss di collaborare contro la famiglia del Gambino come potenziale testimone. Il procuratore distrettuale acconsentì a un patteggiamento clemente perché il caso contro D'Amico era "molto, molto debole". D'Amico è stato incarcerato al Metropolitan Correctional Center di New York ed è stato rilasciato il 15 giugno 2012.